# Jan Coevertveer
Het Jan Coevertveer is een handbediende kabelpont over de Amstel, tussen de Ouder-Amstelse en Amstelveense zijden van Ouderkerk aan de Amstel. Het veer is toegankelijk voor voetgangers en fietsers.

## Geschiedenis
Vanaf 1356 lag er in Ouderkerk een brug over de Amstel, maar tussen 1531 en 1613 was de brug door achterstallig onderhoud weer verdwenen en vervangen door een veerbootje. Daarna verschenen in de loop der jaren weer verschillende bruggen waar ook tol werd geheven. De laatste brug, de Lange Brug, was uitgevoerd als dubbele ophaalbrug met lange opritten.
In 1937 werd de huidige brug in de Burgemeester Stramanweg in gebruik genomen als onderdeel van de provinciale weg (nu N522), die enkele honderden meters noordelijker ligt. De oude brug werd hierdoor voor het doorgaande verkeer overbodig en werd afgebroken en overgedragen aan het Nederlands Openluchtmuseum in Arnhem waar de brug werd herbouwd en in 1939 werd geplaatst in de "Zaanse buurt".
Na de afbraak van de Lange Brug kwam er voor fietsers en voetgangers een pontje. Dat voer dagelijks van 7 uur 's morgens tot een half uur na zonsondergang. In 1972 werd deze pont opgeheven.
De dorpssmid Jan Coevert nam de verbinding over van de gemeente. Hij knapte de pont op, en bracht de pont vanaf 1975 jaarlijks met koninginnedag in de vaart. Vanaf 1995 verzorgen vrijwilligers van een stichting in het zomerhalfjaar op zon- en feestdagen de overtocht.
Beschermvrouwe en -heer van de pont zijn de burgemeesters van de twee gemeenten waar de pont tussen vaart, anno 2022 Joyce Berndsen-Langenacker (Ouder-Amstel) en Tjapko Poppens (Amstelveen)
Jan Coevert (tevens erevoorzitter van de stichting) overleed op 19 februari 2022. Bij zijn uitvaart werden kist en genodigden overgezet met de pont.

## Bediening
Het Jan Coevertveer is een handbediend kabelpont, met de in Nederland tegenwoordig nog maar weinig voorkomende situatie dat de kabel strak over het water getrokken wordt met behulp van een lier.
Bij normale bediening zijn er een lierbediende, een loods en twee klossers.
Omdat de lierbediende de rivier niet goed kan overzien staat op de oostelijke remmingswerken een loods op de uitkijk, die aangeeft wanneer de kabel veilig gehesen kan worden — en bij gehesen kabel met een rode vlag en fluit het scheepvaartverkeer op de Amstel waarschuwt (alleen roeiers kunnen passeren, mits gebukt).
De lierbediende trekt met de lier een staalkabel aan, die daarmee van de rivierbodem omhoog komt en strak over de rivier gespannen wordt, ongeveer een meter boven het wateroppervlak.
Op de pont staan twee klossers, elk met een klos, een houten werktuig met handvat en een uitsparing waar de kabel in past. Als de klos haaks op de kabel gehouden wordt, kan deze vrij over de kabel schuiven,  maar als de klos onder een hoek gehouden wordt, klemt deze op de kabel. Door aan de klos die op de kabel geklemd wordt te trekken, wordt de pont in beweging gebracht. Door de klos steeds te verschuiven en er weer (klemmend) aan te trekken wordt de pont redelijk snel (binnen een minuut is mogelijk) naar de andere oever gevaren. Vlak bij de andere oever wordt de klos geklemd vóór een van de geleiderollen op de pont, waarmee afgeremd kan worden.
Als de pont aan de overzijde is, wordt deze met een ketting vastgelegd, en kan de kabel neergelaten worden.

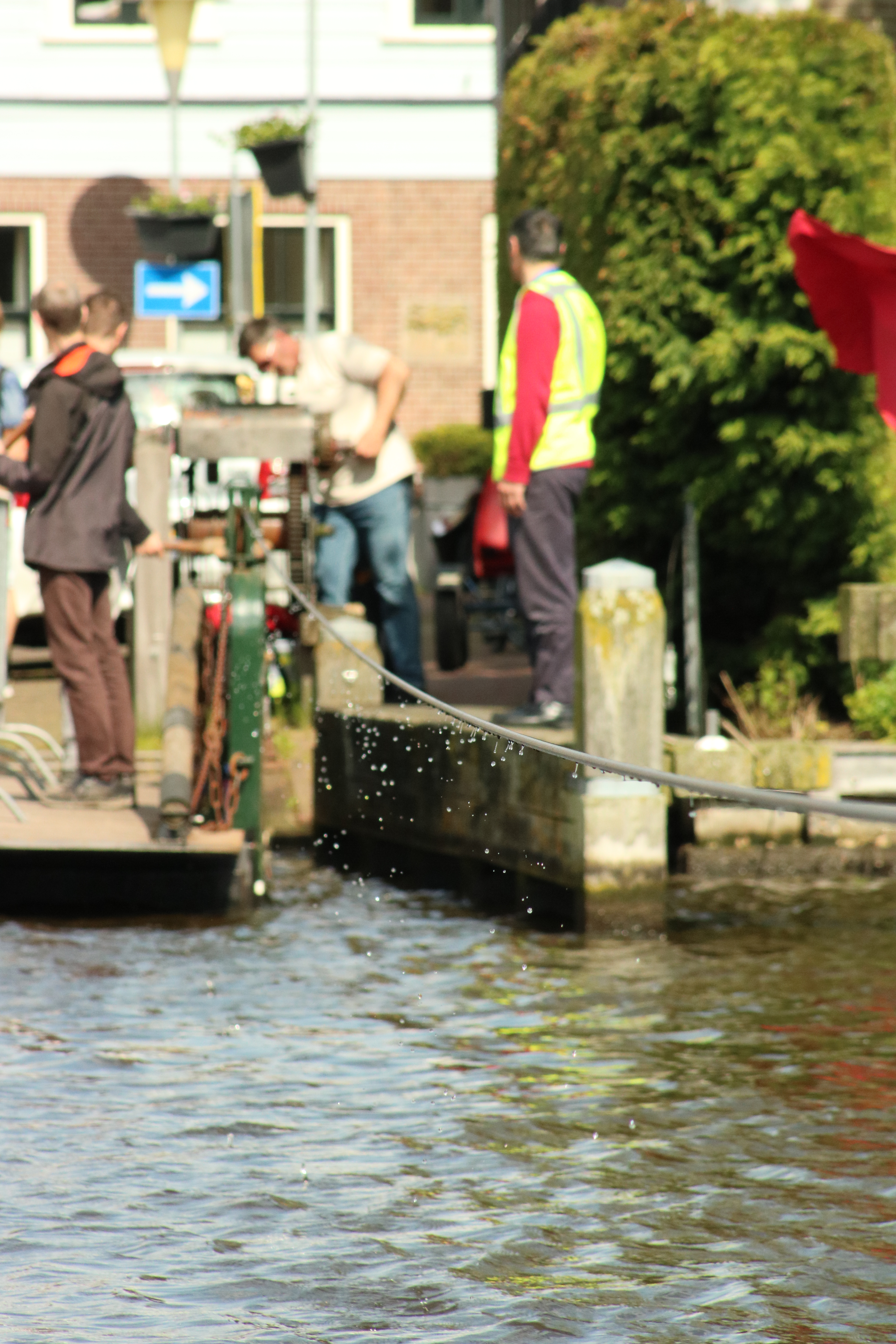
Lier en strakgetrokken kabel.
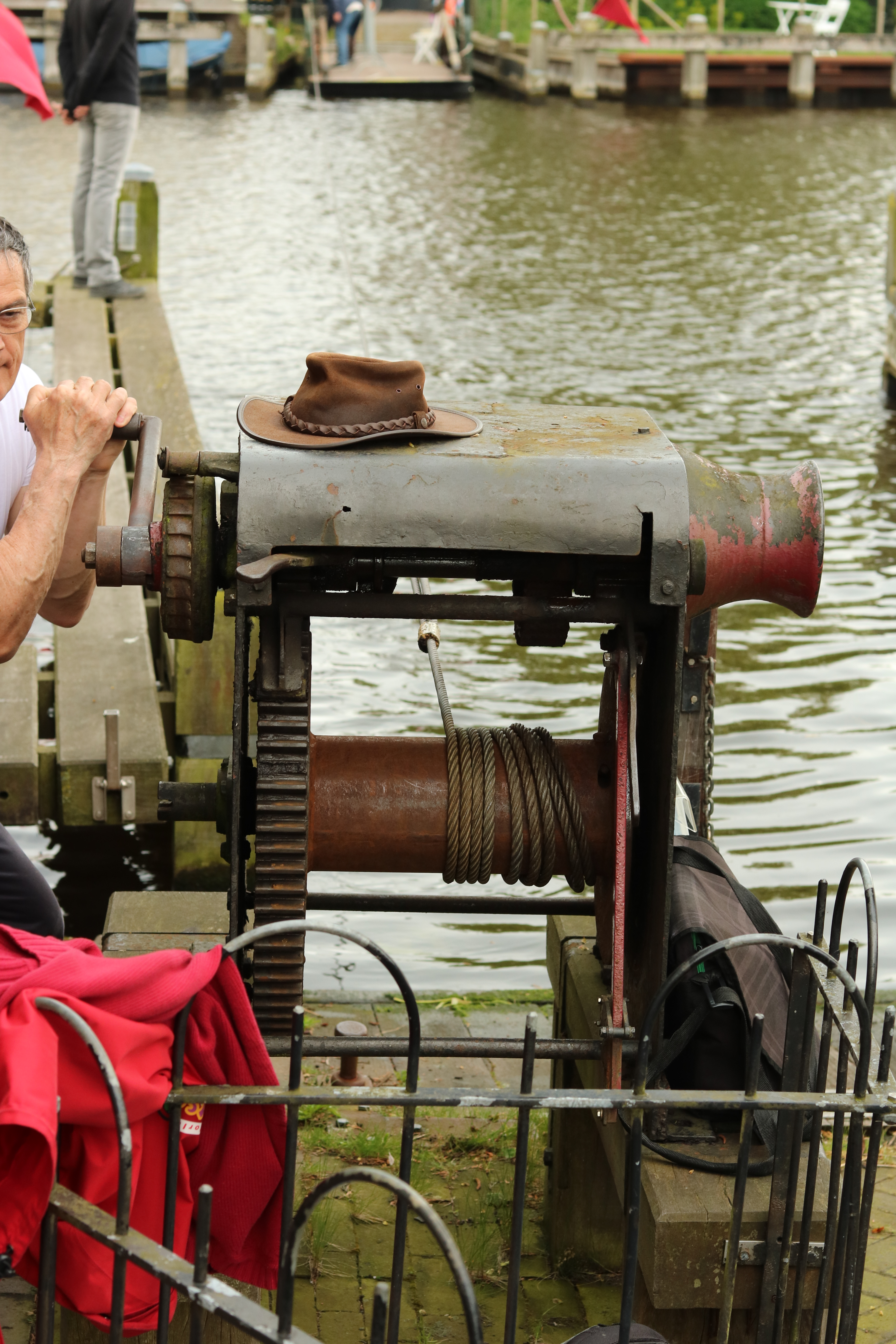
De lier wordt gespannen, de kabel wordt uit de Amstel getrokken.
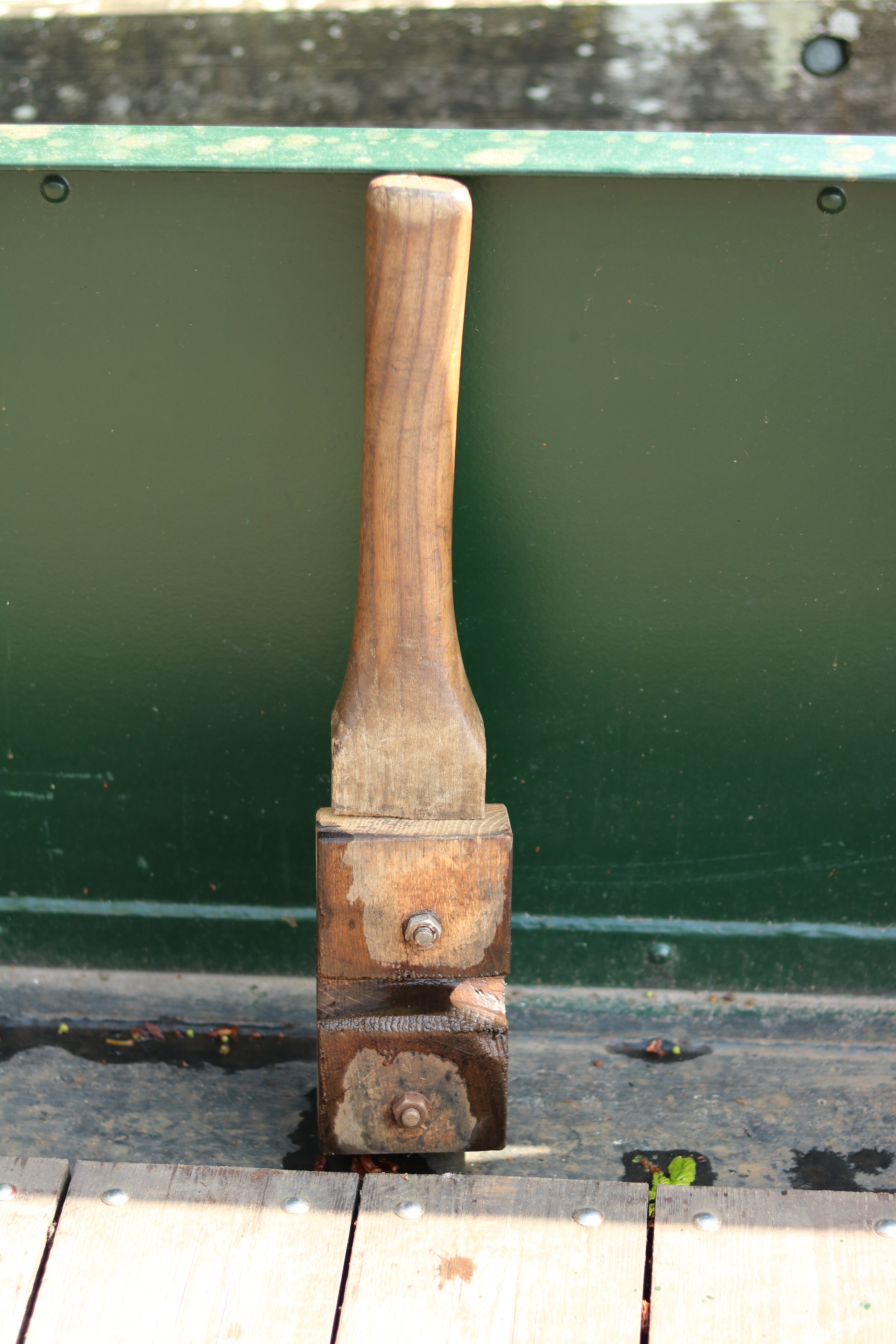
De uitsparing in de klos wordt over de lierkabel getrokken, hiermee wordt de pont voortbewogen.
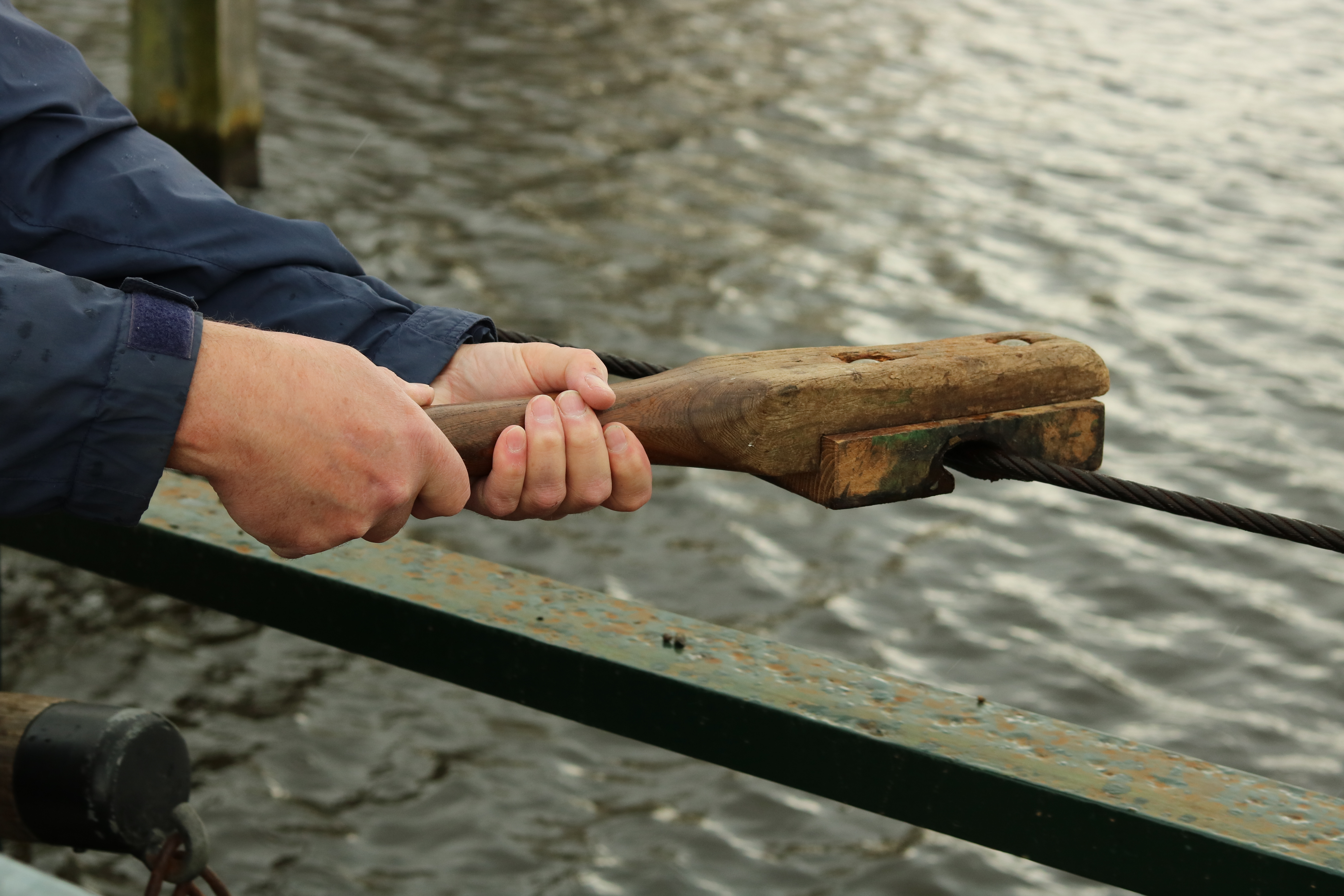
De klos op de kabel geklemd. Door aan de klos te trekken, wordt de pont (via de voeten van de klosser) voortbewogen.
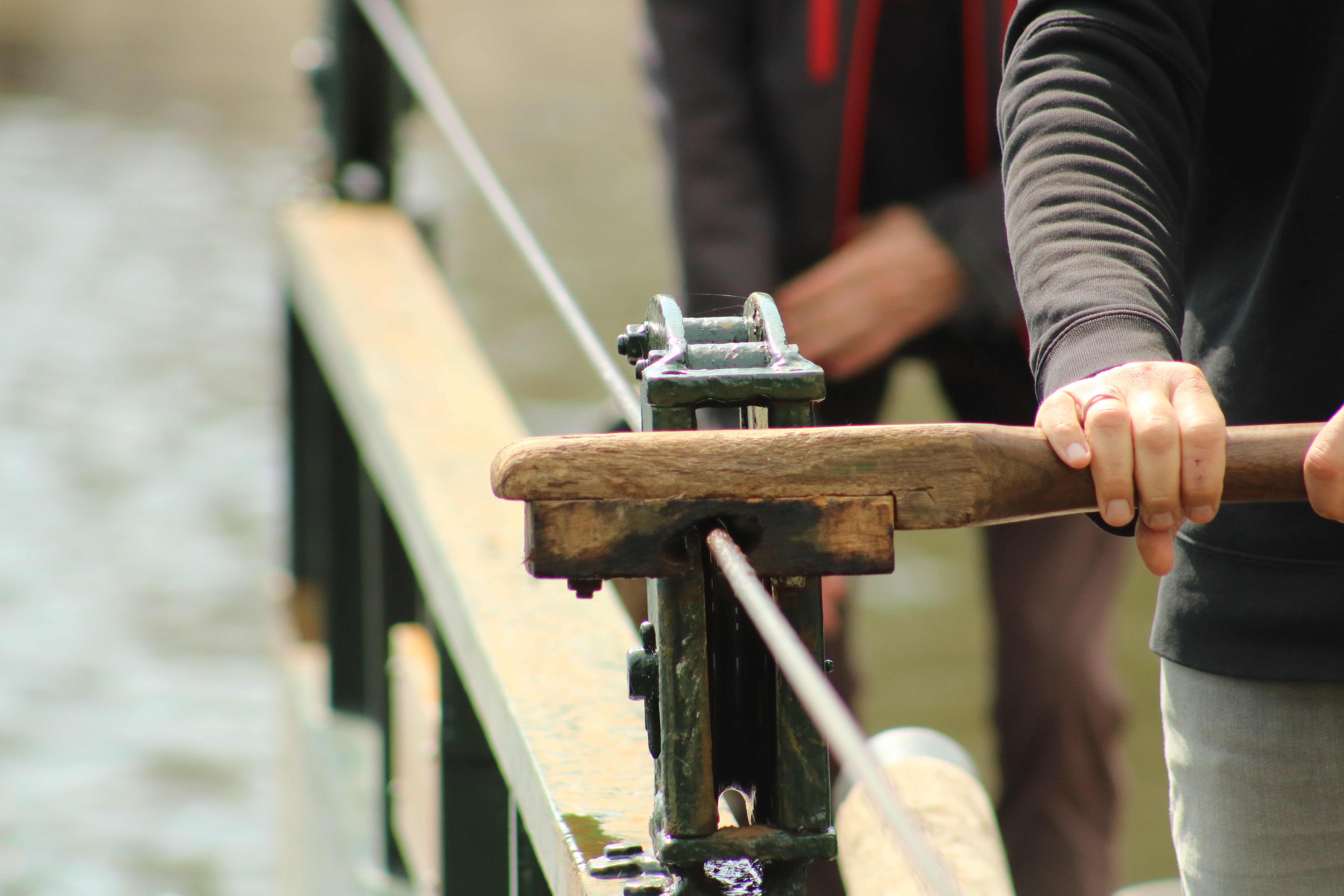
Door de klos tegen het huis van de geleiderollen te drukken en de kabel te klemmen, wordt het veer afgeremd.
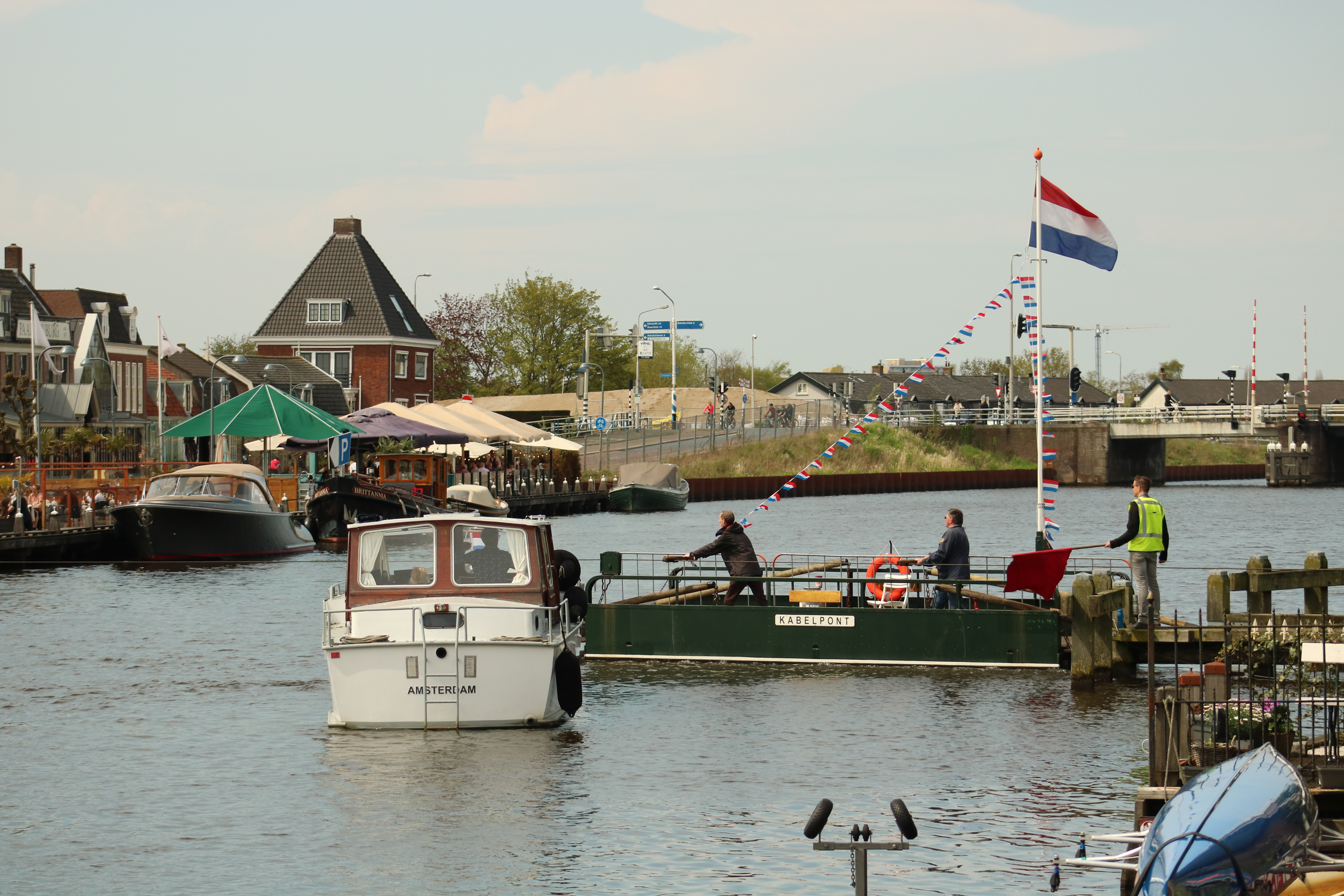
Het veer begint zonder passagiers aan zijn overvaart, terwijl de loods (met rode vlag) een schip tegenhoudt. Dit schip kan pas verder varen als de kabel neergelaten is. Op de achtergrond de oude brug in de Burgemeester Stramanweg (N255).
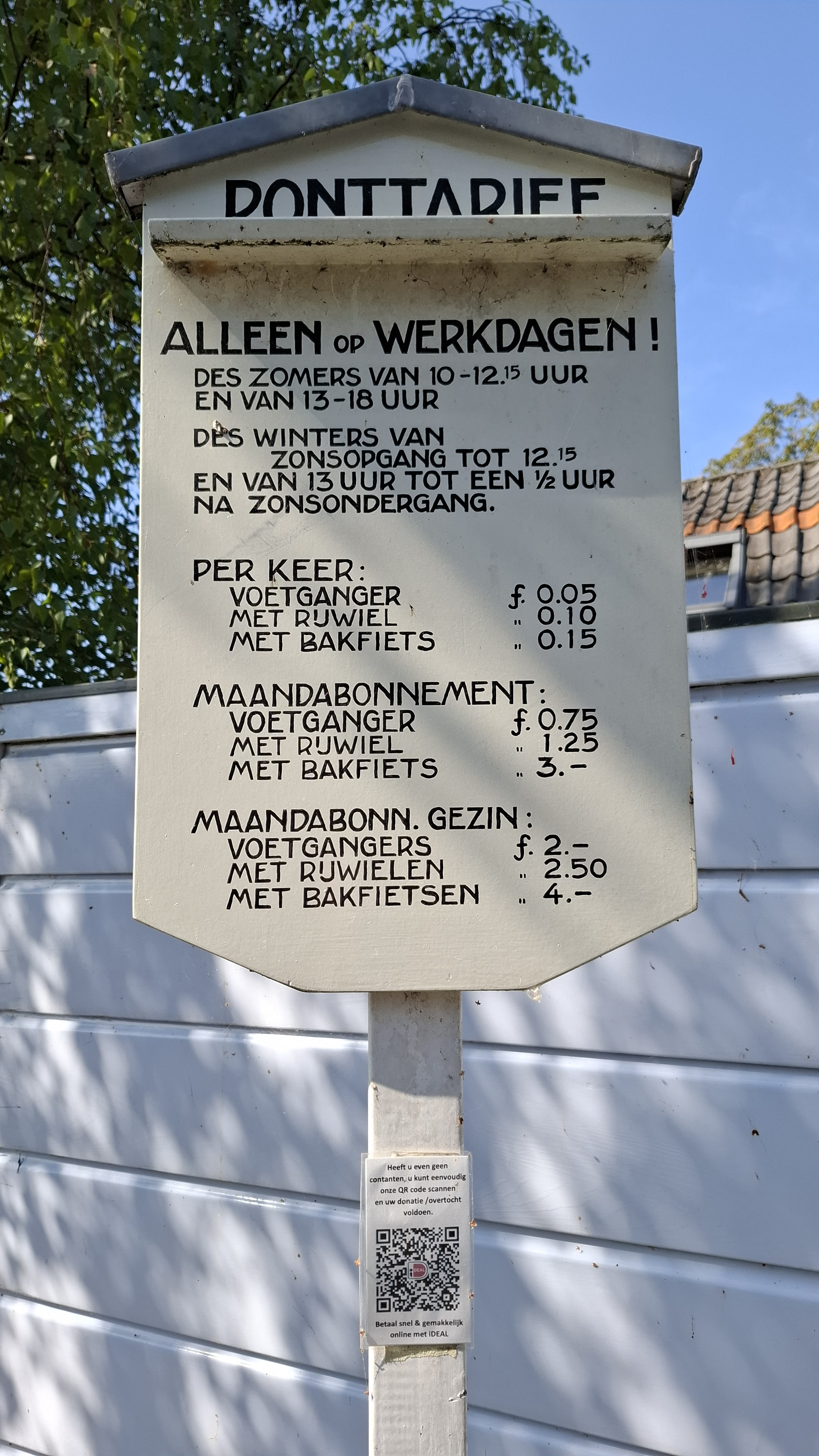
Prijslijst, zoals luidend in september 2024

## Overtocht
Ondanks dat enkele honderden meters noordelijker de Brug Ouderkerk over de Amstel ligt, voorziet de pont in een toeristische behoefte. Aan de Amstelveense zijde (westoever) liggen enkele bekende uitspanningen, zoals Loetje en Paardenburg, en een groot parkeerterrein, terwijl aan de Ouder-Amstelse zijde (oostoever) de dorpskern met winkels, jachthaven en R-net-bushalte ligt.
De overtocht wordt wel De mooiste minuut van Ouderkerk genoemd. Een lied met deze titel (ook wel Het Pontlied) wordt gezongen door het Ouderkerks Gedempt Havenkoor.
De prijs de prijs van de overtocht is €0,50, die kan afgerekend door muntgeld in een melkbus te werpen (of eventueel een overboeking te doen via een QR-code).
De pont is toegankelijk voor mensen in een rolstoel. De aanlandingsplekken hebben een kort steil stukje en kunnen glad zijn, voor mensen die slecht ter been zijn is begeleiding aanwezig.

## Bijzondere overvaarten
Het pontje wordt soms ingezet voor bijzondere overvaarten, zoals huwelijken en uitvaarten. In het verleden is de pont soms ingezet bij onderhoud aan de oude Ouderkerkerbrug, waarbij er een 24-uursbediening was (vergemakkelijkt door de gestremde scheepvaart).
Op 22 november 2023 werd er een mankement aan de nieuwe Brug Ouderkerk ontdekt, waarbij de wegbeheerder Provincie Noord-Holland de brug per direct afsloot voor alle verkeer. Het Jan Coevertveer, dat al op de wal lag voor het winterseizoen, is door vrijwilligers in de vaart gebracht en gaf tot in de avond een verbinding tussen de beide oevers van de Amstel, tot later op de avond een pontonbrug een permanentere verbinding gaf. Nog weer later die dag werd de brug weer vrijgegeven voor verkeer.